# Гендель, Дьёрдь
Дьёрдь Гендель (20 марта 1959 — 16 января 2021) — венгерский футболист, большую часть карьеры провёл в МТК и «Дьёре».

## Биография
Он играл в МТК с 1980 по 1984 год, забил 32 гола в 108 матчах чемпионата. В сезоне 1981/82 он выиграл второй дивизион (куда МТК выбыл впервые в своей истории) и стал лучшим бомбардиром турнира (21 гол). За свою карьеру он сыграл 186 матчей и забил 39 голов в высшей лиге Венгрии.
В 1987 году он сыграл один матч в составе национальной сборной Венгрии в рамках отбора на чемпионат Европы 1988 против Польши. Он вышел на поле на 81-й минуте, но не смог помочь клубу избежать поражения со счётом 3:2.
На закате карьеры играл на Мальте. В 1991 году он стал игроком «Лука Сент-Эндрюс», где провёл два сезона. Затем он перешёл в «Надур Янгстерс», где за два сезона забил 43 гола во всех турнирах и считался одним из лучших игроков в истории клуба. Позже он выступал за «Оратори Яс», «Гоцо», «Лия Атлетик» и «Корми».
Умер 16 января 2021 года из-за пандемии COVID-19.